# Gurabo
Gurabo ist eine der 78 Gemeinden von Puerto Rico.
Sie liegt im Osten von Puerto Rico und ist Teil der Metropolregion San Juan. Sie hatte 2020 eine Einwohnerzahl von 40.622 Personen.

## Geschichte
Die Geschichte von Gurabo reicht bis ins 17. Jahrhundert zurück, als Gurabo noch Teil von Caguas war. Um 1700 lähmten Transport-, medizinische und wirtschaftliche Probleme die Bevölkerung der Gegend um Burabo; die Reise ins Zentrum von Caguas für Geschäfte und medizinische Hilfe war nicht einfach und dauerte Stunden. Dies führte dazu, dass viele der Bürger Gurabos die Autonomie der Region anstrebten.
Es sollte jedoch noch lange dauern, bis Gurabo von Caguas getrennt wurde. Die Trennungsbewegung wurde durch ein Treffen aller 168 Familienoberhäupter in Gurabo im Jahr 1812 vorangetrieben. Im Jahr 1815 wurde Gurabo eine Gemeinde. Im Jahr 1822 wurde die erste katholische Kirche der Stadt errichtet. Im Jahr 1903 öffnete die erste Baptistenkirche in der Stadt Gurabo ihre Türen.

## Gliederung
Die Gemeinde ist in 10 Barrios aufgeteilt:
1. Celada
2. Gurabo barrio-pueblo
3. Hato Nuevo
4. Jaguar
5. Jaguas
6. Mamey
7. Masa
8. Navarro
9. Quebrada Infierno
10. Rincón

## Persönlichkeiten
- Sergio Carrillo (* 2000), Volleyballspieler